# STADIUM ROCK!!
『STADIUM ROCK!!』（スタジアム・ロック）は、FM-FUJIで毎週土曜日に放送されている音楽情報番組。東京都渋谷区代々木の、STUDIO ViViDから生放送。パーソナリティは神田亜紀。番組では毎週、旬のJ-POPアーティスト1組をゲストに迎え、トークおよび最新曲・最新アルバムの紹介をしている。
2008年4月5日放送開始。当初は16時からの4時間番組だったが、2009年4月より16時枠が新番組『SWEETS CAFE』（パーソナリティ：西本淑子）になったのに伴い、1時間短縮で17時からとなった。
神田亜紀が放送の当日もしくは翌日に山梨で特番MCを担当する時は、通常のSTUDIO ViViDからではなく、甲府市川田町アリアのFM-FUJI本社スタジオAから公開生放送する時もある。
2016年春の改編に伴い、2016年3月26日で放送開始から8年の長さで終了となった。

## 放送時間
- 2008年4月 - 2009年3月：土曜日 16:00-20:00
- 2009年4月 - 現在：土曜日 17:00-20:00

## 基本タイムテーブル
(2010年4月現在)
17:00　オープニング・コーナー紹介
17:30　MUSIC BOX (1週間の音楽関連の出来事をピックアップ)
18:00　ARTIST STADIUM!! (ゲストコーナー)
18:40　
19:00　LOVE ROCK〜human vibration〜 (ゲストコーナー)
19:50　エンディング
（各時間1回ずつ、SOUND FOREST(パワープレイ)が挿入される。）

## 特別番組
- FM-FUJI Christmas Special 『STADIUM ROCK!! in 富士急ハイランド』（2010年12月25日、ゲスト：腐男塾）